# Deborah Hotel (Tel Awiw)
Hotel Deborah (hebr. מלון סנטר) – trzygwiazdkowy hotel (***) w Tel Awiwie, w Izraelu.

## Położenie
Hotel jest usytuowany przy ulicy Ben Yehuda, w osiedlu Centrum Tel Awiwu w Tel Awiwie. Jest położony w pobliżu nadmorskiej promenady niedaleko mariny w Tel Awiwie.

## Historia
Hotel został wybudowany w 1956.

## Architektura
Budynek zaprojektowano w stylu modernizmu. Wybudowano go z betonu, i posiada on 12 kondygnacji.

## Pokoje i apartamenty
Hotel dysponuje 69 pokojami hotelowymi i apartamentami. Każdy pokój wyposażony jest w klimatyzację, łazienkę do użytku prywatnego, biurko, sejf w pokoju, lodówkę, czajnik do kawy/herbaty, dostępne łóżeczka dziecięce, otwierane okna, dostęp do Internetu bezprzewodowego, telefon z linią bezpośrednią i telewizję satelitarną.
Hotel świadczy dodatkowe usługi w zakresie: bezpłatnych śniadań, personelu wielojęzycznego, ochrony, zapewnienia opieki nad dzieckiem w pokoju, pomocy medycznej, wypożyczaniu telefonów komórkowych, sejfu w recepcji, urganizacji uroczystości okolicznościowych i transportu z lotniska. Dla ułatwienia komunikacji w budynku jest winda.

## Inne udogodnienia
Znajduje się tutaj sala konferencyjna z zapleczem do obsługi zorganizowanych grup. W hotelu jest restauracja, kawiarnia, bankomat, kantor, pralnia oraz płatny parking.
Dodatkowo hotel umożliwia dostęp do aerobiku, koszykówki, siatkówki, tenisu, wypożyczalni rowerów, pływania łodziami i pływania.